# Delfín

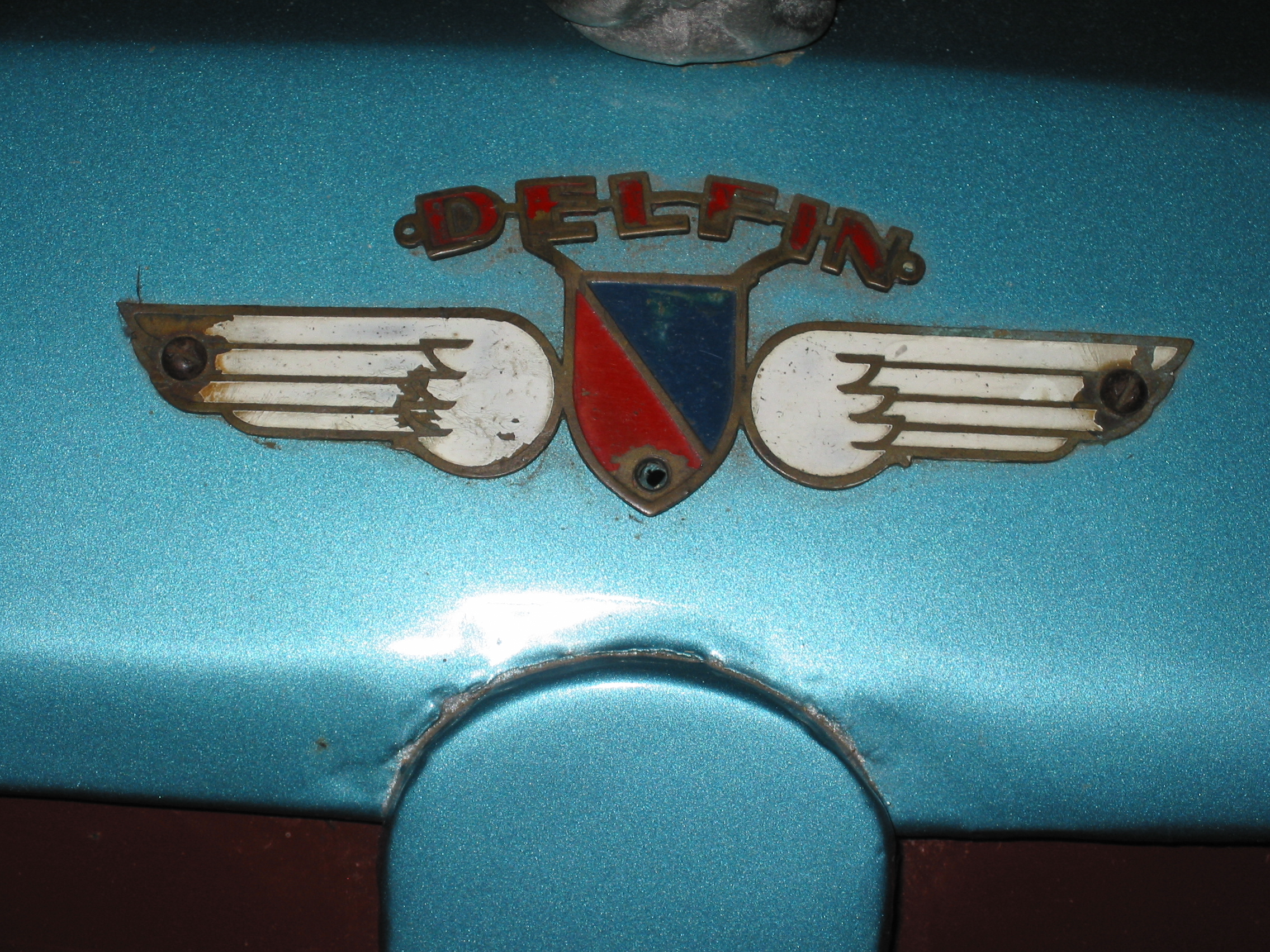
Emblem von Delfín

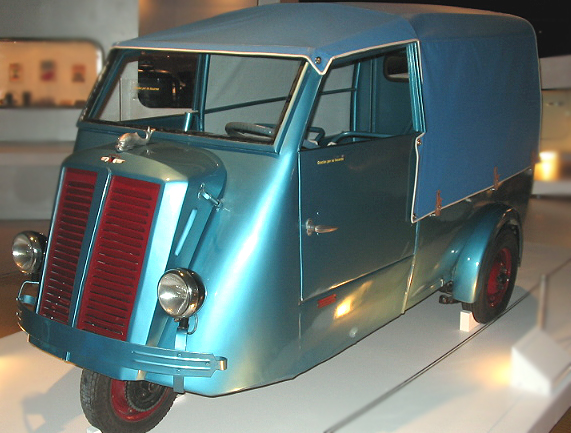
Delfín Dreirad

Delfín war eine spanische Automarke aus Barcelona.

## Unternehmensgeschichte
Das Unternehmen Fábrica Española de Motocicletas y Triciclos von Julio Fusté begann 1956 mit der Produktion von Lieferwagen. 1958 endete die Produktion. Die Angaben zu den produzierten Stückzahlen schwanken zwischen 20 und 50 Exemplaren.

## Fahrzeuge
Die Lieferwagen entstanden nach einer Lizenz von New-Map. Es waren Dreiräder, bei denen sich das einzelne Rad vorne befand. Der Einzylindermotor mit 197 cm³ Hubraum stammte von Hispano Villiers und war vorne im Fahrzeug eingebaut. Da der Motor größer war als der Motor im New-Map, wurde eine andere Motorhaube als beim Original verwendet. Hinter der vorderen Sitzbank befand sich eine offene Ladefläche, die mit einer Plane abgedeckt werden konnte. Die Nutzlast betrug 250 kg, die Höchstgeschwindigkeit 60 km/h.
Fahrzeuge dieser Marke sind im Automuseum Collecció d’Automòbils de Salvador Claret in Sils und im Museu de la Ciència i de la Tècnica de Catalunya in Terrassa zu besichtigen.